# Consell de la Unió Europea
|  | No s'ha de confondre amb Consell Europeu o Consell d'Europa. |

El Consell de la Unió Europea, conegut informalment com el Consell de Ministres, és la tercera de les set institucions de la Unió Europea (UE) atenent el seu ordre d'enumeració en el Tractat de la Unió Europea. És un dels dos òrgans legislatius de la UE. Juntament amb el Parlament Europeu, té la potestat d'esmenar, aprovar o rebutjar les propostes de la Comissió Europea, detentora de la iniciativa legislativa.
És l'òrgan legislatiu i pressupostari de la Unió Europea, juntament amb el Parlament Europeu, i exerceix funcions de coordinació i elaboració de polítiques públiques. Reuneix els ministres dels estats membres de la Unió Europea segons la matèria a tractar. La seva estructura i funcionament són regulats en l'article 16 del Tractat de la Unió Europea i la secció 3a del Tractat de Funcionament de la Unió Europea.

## Història i naturalesa
El Consell de la Unió Europea, anteriorment denominat Consell de Ministres de la Unió Europea, és una institució única i comuna per a totes les Comunitats Europees des de la fusió dels executius de 1965. Amb l'entrada en vigor del Tractat de Maastricht, és la principal instància decisòria de la UE. De fet, és la institució que representa els interessos dels estats membres i, per tant, cadascun hi expressa els seus interessos particulars. És el principal òrgan decisori de la Comunitat.

## Seu
En principi les reunions se celebraven només al final de cada presidència i en territori de l'estat membre, pèro amb el temps es van anar afegint reunions extraordinàries vers la meitat de la presidència que se celebraven a la ciutat de Brussel·les. Finalment pel Tractat de Niça, i donades les dimensions que havien pres aquestes reunions, es va decidir que les reunions oficials se celebressin sempre a Brussel·les a partir de l'1 de maig de 2004, on un nou edifici va ser construït expressament per a això.
També es poden celebrar reunions «informals» en algun lloc de l'estat membre que ocupa la presidència, la primera es va celebrar a Formentor (Mallorca) durant la presidència espanyola de 1995.

## Composició
Al Consell de la Unió Europea són representats els estats membres, per representants amb càrrecs ministerials, i  un comissari amb veu però sense vot, representa la Comissió Europea.
Excepcionalment, quan s'ha deliberat sobre matèries relacionades amb la Unió Econòmica i Monetària, també es conviden els ministres d'Economia i Hisenda, tal com està previst en la Declaració 4a del Tractat de la Unió Europea. A la primera sessió de cada reunió es convida al President del Parlament Europeu.
No es tracta pròpiament d'una institució de la UE, sinó d'un òrgan polític. No té seu.

### Presidència

Símbol de la presidència belga del Consell, el segon trimestre de 2010

La presidència s'exerceix de forma rotatòria cada sis mesos, segons un ordre fixat per unanimitat pel Consell. Les seves funcions són:
- Representar les comunitats en els fòrums i relacions internacionals.
- Convocar les sessions del consell.
- Dirigir i ordenar els debats del Consell.
- Fixar l'ordre provisional de les reunions del Consell.
- Vigilar el desenvolupament normal dels treballs.
- Cooperar en la recerca de solucions concretes als diversos problemes que se sotmetin al Consell.

### Secretaria General del Consell
La secretaria general, amb seu a l'edifici Justus Lipsius de Brussel·les, proporciona ajuda a la presidència de torn, alhora que prepara i garanteix el bon funcionament de la institució, així com vetlla per la seva legalitat. Entre els seus membres cal destacar l'Alta Representant de la Unió Europea per a Afers exteriors i Política de Seguretat, càrrec actualment exercit per Kaja Kallas, que té una doble funció, ja que és representant al Consell i vicepresidenta de relacions exteriors de la Comissió.

### Comitè de Representants Permanents
És un òrgan auxiliar del Consell de la UE, format pels representants permanents dels estats membres, que s'encarrega de preparar els treballs del Consell i executar les tasques que aquest li encomani. El formen els ambaixadors dels estats membres acreditats davant la Comunitat Europea que a més fan tasques com a agents diplomàtics. Quan es reuneixen amb els membres del consell formen el COREPER.

### Formacions
La formació més rellevant que i que es reuneix amb més freqüència és Consell d'Assumptes Generals i de Relacions Exteriors de la Unió Europea, tot i que és necessari destacar el Consell de Ministres d'Economia i Finances de la Unió Europea, conegut com a Ecofin, que tracta els assumptes econòmics i financers. Amb tot, es poden arribar a destacar nou formacions i/o configuracions diferents en funció de la temàtica tractada.

## Funcions
El Consell té sis responsabilitats bàsiques:
- Aprova les normes comunitàries a proposta de la Comissió Europea
- Coordina les polítiques econòmiques dels estats membres (Ecofin)
- Conclou els acords internacionals de la UE i tercers països
- Aprova el pressupost de la UE, decidit conjuntament entre el Consell i el Parlament Europeu
- Desenvolupa la Política Exterior i de Seguretat Comuna (PESC) sobre les directrius proposades pel Consell Europeu
- Coordina la cooperació entre els tribunals nacionals i la política en matèria penal (àmbit de cooperació intergovernamental)

No obstant això, pel fet que les decisions a prendre són múltiples està assessorat pel Comitè de Representants Permanents de la Unió Europea (COREPER). Aquest comitè prepara el treball del Consell, amb l'excepció dels temes d'agricultura que els prepara una comissió especial.

## Vots
El sistema de votació, amb constant debat, presenta les següents característiques des de l'1 de gener del 2007. Es considera que s'obté la majoria qualificada quan es compleixen les següents condicions:
- Una majoria dels estats membres aproven (en alguns casos una majoria de 2/3)
- S'afirmen un mínim de 255 vots a favor de la proposta, o sigui, un 73,9% del total. a més a més, cada estat pot demanar que la confirmació dels vots representin almenys un 62% de la població total de la UE. Si no es respecta aquest criteri, la decisió no és aprovada.

| Vots | Estat membre                                                 |
| ---- | ------------------------------------------------------------ |
| 29   | França, Alemanya, Itàlia, Regne Unit*                        |
| 27   | Espanya, Polònia                                             |
| 14   | Romania                                                      |
| 13   | Països Baixos                                                |
| 12   | Bèlgica, Txèquia, Grècia, Hongria, Portugal                  |
| 10   | Àustria, Bulgària, Suècia                                    |
| 7    | Croàcia, Dinamarca, Irlanda, Lituània, Eslovàquia, Finlàndia |
| 4    | Xipre, Estònia, Letònia, Luxemburg, Eslovènia                |
| 3    | Malta                                                        |

* El Regne Unit va abandonar la Unió Europea l'any 2020.

## Competències
Essencialment té tres competències:
- Coordinació de les polítiques econòmiques generals dels estats membres
- Poder de decisió: Aprova fonamentalment reglaments, directives europees i decisions en funció d'allò que dicta l'article 249 del Tractat Constitucional de la Comunitat Europea i successives modificacions.[9] Encara que la iniciativa legislativa és pràcticament competència de la comissió, el Consell pot ser colegislador quan és d'aplicació algun dels procediments els quals venen marcats pel Tractat de reforma institucional de la Unió Europea.[10]
- Responsabilitat en matèria de relacions exteriors de la Comunitat

## Cronologia de les presidències
| Any  | Semestre        | Trio | Presidència rotatòria |
| ---- | --------------- | ---- | --------------------- |
| 1958 | gener-juny      |      | Bèlgica               |
| 1958 | juliol-desembre |      | Alemanya              |
| 1959 | gener-juny      |      | França                |
| 1959 | juliol-desembre |      | Itàlia                |
| 1960 | gener-juny      |      | Luxemburg             |
| 1960 | juliol-desembre |      | Països Baixos         |
| 1961 | gener-juny      |      | Bèlgica               |
| 1961 | juliol-desembre |      | Alemanya              |
| 1962 | gener-juny      |      | França                |
| 1962 | juliol-desembre |      | Itàlia                |
| 1963 | gener-juny      |      | Luxemburg             |
| 1963 | juliol-desembre |      | Països Baixos         |
| 1964 | gener-juny      |      | Bèlgica               |
| 1964 | juliol-desembre |      | Alemanya              |
| 1965 | gener-juny      |      | França                |
| 1965 | juliol-desembre |      | Itàlia                |
| 1966 | gener-juny      |      | Luxemburg             |
| 1966 | juliol-desembre |      | Països Baixos         |
| 1967 | gener-juny      |      | Bèlgica               |
| 1967 | juliol-desembre |      | Alemanya              |
| 1968 | gener-juny      |      | França                |
| 1968 | juliol-desembre |      | Itàlia                |
| 1969 | gener-juny      |      | Luxemburg             |
| 1969 | juliol-desembre |      | Països Baixos         |
| 1970 | gener-juny      |      | Bèlgica               |
| 1970 | juliol-desembre |      | Alemanya              |
| 1971 | gener-juny      |      | França                |
| 1971 | juliol-desembre |      | Itàlia                |
| 1972 | gener-juny      |      | Luxemburg             |
| 1972 | juliol-desembre |      | Països Baixos         |
| 1973 | gener-juny      |      | Bèlgica               |
| 1973 | juliol-desembre |      | Dinamarca             |
| 1974 | gener-juny      |      | Alemanya              |
| 1974 | juliol-desembre |      | França                |
| 1975 | gener-juny      |      | Irlanda               |
| 1975 | juliol-desembre |      | Itàlia                |
| 1976 | gener-juny      |      | Luxemburg             |
| 1976 | juliol-desembre |      | Països Baixos         |
| 1977 | gener-juny      |      | Regne Unit            |
| 1977 | juliol-desembre |      | Bèlgica               |
| 1978 | gener-juny      |      | Dinamarca             |
| 1978 | juliol-desembre |      | Alemanya              |
| 1979 | gener-juny      |      | França                |
| 1979 | juliol-desembre |      | Irlanda               |
| 1980 | gener-juny      |      | Itàlia                |
| 1980 | juliol-desembre |      | Luxemburg             |
| 1981 | gener-juny      |      | Països Baixos         |
| 1981 | juliol-desembre |      | Regne Unit            |
| 1982 | gener-juny      |      | Bèlgica               |
| 1982 | juliol-desembre |      | Dinamarca             |
| 1983 | gener-juny      |      | Alemanya              |
| 1983 | juliol-desembre |      | Grècia                |
| 1984 | gener-juny      |      | França                |
| 1984 | juliol-desembre |      | Irlanda               |
| 1985 | gener-juny      |      | Itàlia                |
| 1985 | juliol-desembre |      | Luxemburg             |
| 1986 | gener-juny      |      | Països Baixos         |
| 1986 | juliol-desembre |      | Regne Unit            |
| 1987 | gener-juny      |      | Bèlgica               |
| 1987 | juliol-desembre |      | Dinamarca             |
| 1988 | gener-juny      |      | Alemanya              |
| 1988 | juliol-desembre |      | Grècia                |
| 1989 | gener-juny      |      | Espanya               |
| 1989 | juliol-desembre |      | França                |
| 1990 | gener-juny      |      | Irlanda               |
| 1990 | juliol-desembre |      | Itàlia                |
| 1991 | gener-juny      |      | Luxemburg             |
| 1991 | juliol-desembre |      | Països Baixos         |
| 1992 | gener-juny      |      | Portugal              |
| 1992 | juliol-desembre |      | Regne Unit            |
| 1993 | gener-juny      |      | Dinamarca             |
| 1993 | juliol-desembre |      | Bèlgica               |
| 1994 | gener-juny      |      | Grècia                |
| 1994 | juliol-desembre |      | Alemanya              |
| 1995 | gener-juny      |      | França                |
| 1995 | juliol-desembre |      | Espanya               |
| 1996 | gener-juny      |      | Itàlia                |
| 1996 | juliol-desembre |      | Irlanda               |
| 1997 | gener-juny      |      | Països Baixos         |
| 1997 | juliol-desembre |      | Luxemburg             |
| 1998 | gener-juny      |      | Regne Unit            |
| 1998 | juliol-desembre |      | Àustria               |
| 1999 | gener-juny      |      | Alemanya              |
| 1999 | juliol-desembre |      | Finlàndia             |
| 2000 | gener-juny      |      | Portugal              |
| 2000 | juliol-desembre |      | França                |
| 2001 | gener-juny      |      | Suècia                |
| 2001 | juliol-desembre |      | Bèlgica               |
| 2002 | gener-juny      |      | Espanya               |
| 2002 | juliol-desembre |      | Dinamarca             |
| 2003 | gener-juny      |      | Grècia                |
| 2003 | juliol-desembre |      | Itàlia                |
| 2004 | gener-juny      |      | Irlanda               |
| 2004 | juliol-desembre |      | Països Baixos         |
| 2005 | gener-juny      |      | Luxemburg             |
| 2005 | juliol-desembre |      | Regne Unit            |
| 2006 | gener-juny      |      | Àustria               |
| 2006 | juliol-desembre |      | Finlàndia             |
| 2007 | gener-juny      | T1   | Alemanya              |
| 2007 | juliol-desembre | T1   | Portugal              |
| 2008 | gener-juny      | T1   | Eslovènia             |
| 2008 | juliol-desembre | T2   | França                |
| 2009 | gener-juny      | T2   | Txèquia               |
| 2009 | juliol-desembre | T2   | Suècia                |
| 2010 | gener-juny      | T3   | Espanya               |
| 2010 | juliol-desembre | T3   | Bèlgica               |
| 2011 | gener-juny      | T3   | Hongria               |
| 2011 | juliol-desembre | T4   | Polònia               |
| 2012 | gener-juny      | T4   | Dinamarca             |
| 2012 | juliol-desembre | T4   | Xipre                 |
| 2013 | gener-juny      | T5   | Irlanda               |
| 2013 | juliol-desembre | T5   | Lituània              |
| 2014 | gener-juny      | T5   | Grècia                |
| 2014 | juliol-desembre | T6   | Itàlia                |
| 2015 | gener-juny      | T6   | Letònia               |
| 2015 | juliol-desembre | T6   | Luxemburg             |
| 2016 | gener-juny      | T7   | Països Baixos         |
| 2016 | juliol-desembre | T7   | Eslovàquia            |
| 2017 | gener-juny      | T7   | Malta                 |
| 2017 | juliol-desembre | T8   | Estònia               |
| 2018 | gener-juny      | T8   | Bulgària              |
| 2018 | juliol-desembre | T8   | Àustria               |
| 2019 | gener-juny      | T9   | Romania               |
| 2019 | juliol-desembre | T9   | Finlàndia             |
| 2020 | gener-juny      | T9   | Croàcia               |
| 2020 | juliol-desembre | T10  | Alemanya              |
| 2021 | gener-juny      | T10  | Portugal              |
| 2021 | juliol-desembre | T10  | Eslovènia             |
| 2022 | gener-juny      | T11  | França                |
| 2022 | juliol-desembre | T11  | Txèquia               |
| 2023 | gener-juny      | T11  | Suècia                |
| 2023 | juliol-desembre | T12  | Espanya               |
| 2024 | gener-juny      | T12  | Bèlgica               |
| 2024 | juliol-desembre | T12  | Hongria               |
| 2025 | gener-juny      | T13  | Polònia               |
| 2025 | juliol-desembre | T13  | Dinamarca             |
| 2026 | gener-juny      | T13  | Xipre                 |
| 2026 | juliol-desembre | T14  | Irlanda               |
| 2027 | gener-juny      | T14  | Lituània              |
| 2027 | juliol-desembre | T14  | Grècia                |
| 2028 | gener-juny      | T15  | Itàlia                |
| 2028 | juliol-desembre | T15  | Letònia               |
| 2029 | gener-juny      | T15  | Luxemburg             |
| 2029 | juliol-desembre | T16  | Països Baixos         |
| 2030 | gener-juny      | T16  | Eslovàquia            |
| 2030 | juliol-desembre | T16  | Malta                 |